# François Lemasle
François-Arsène-Jean-Marie-Eugène Lemasle, né le 19 décembre 1874 à Servon (Manche) et mort le 26 septembre 1946 à Saïgon (Indochine française), est un missionnaire français qui fut vicaire apostolique à Hué.

## Biographie

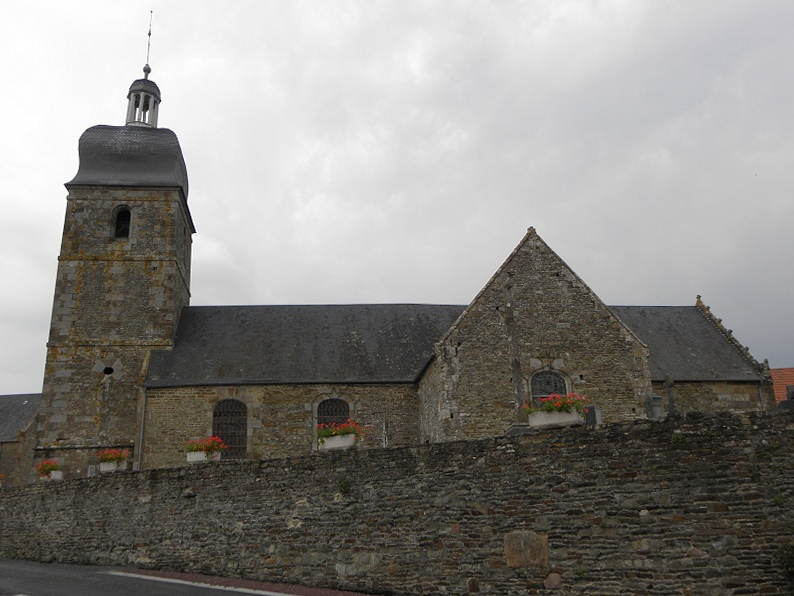
Vue de l'église paroissiale de Servon

François Lemasle naît à Servon dans le diocèse de Coutances et passe son enfance à Ducey. Il commence ses études chez les Frères de Ploërmel, puis au petit séminaire de l'Abbaye-Blanche à Mortain, et passe son baccalauréat de lettres en 1893. Il entre ensuite au grand séminaire de Coutances et l'année suivante au séminaire des Missions étrangères de Paris, où il reçoit les ordres mineurs en février 1896. Il est envoyé alors, jusqu'en septembre 1897, enseigner au collège Saint-Clément de Pithiviers et est ordonné sous-diacre en juin 1897. Il revient à Paris, où il est ordonné avec quarante-trois autres séminaristes des Missions étrangères, le 26 juin 1898. Il est destiné avec deux autres confrères au vicariat apostolique de Cochinchine septentrionale et s'embarque un mois plus tard.

### Prêtre
Arrivé en Indochine, il apprend la langue - dite à l'époque « annamite » - mais doit se rendre un an plus tard à Hong Kong à la maison de Béthanie des Missions, pour se faire soigner de la dysenterie. Il est de retour en juillet 1899 et Mgr Caspar l'affecte au petit séminaire d'An-Minh, en tant que professeur de rhétorique, puis en août 1902 au grand séminaire de Phu-Xûan, en tant que professeur de philosophie et de théologie, où il demeure pendant une dizaine d'années.
En octobre 1911, il est nommé curé de Cô-Vuu et de ses filiales, dans la province de Quang-Tri et supérieur du district de Dinh-Cat. Il est choisi en plus pour être directeur spirituel du couvent des religieuses et responsable du sanctuaire de La Vang, aidé par un vicaire du pays.
En 1921, il est nommé curé de la paroisse Saint-François-Xavier de Hué, composée surtout de familles de fonctionnaires et de militaires français de métropole, qui ne passaient que quelques années en Indochine. Il visite deux fois par jour les malades des hôpitaux et assure le catéchisme à l'institution Sainte-Jeanne-d'Arc et à la paroisse. Il remplace en 1930 M. Chabanon, devenu coadjuteur de Mgr Allys, en tant que provicaire et vicaire délégué. Mais le 1er juin 1931, il s'embarque pour la France pour se faire soigner et opérer. Il y arrive le 27 juin 1931 et, après avoir subi une double intervention, se repose en famille, puis part pour Rome, où il est reçu en audience pontificale par Pie XI et en audience par le cardinal préfet de la Sacrée congrégation de la Propagande. Il cherche également une congrégation volontaire pour diriger le collège de la Providence de Hué, mais sans résultat.
Guéri, il est de retour à Hué en mars 1933, pour être nommé supérieur de la Providence, assisté de quatre professeurs-prêtres (trois Français et un prêtre du pays), qui ouvre à la rentrée de septembre. Il participe comme théologien au premier concile plénier d'Indochine qui se déroule à Hanoï, le 18 novembre 1934, et qui regroupe les ordinaires d'Indochine, l'un des buts étant d'examiner la demande pressante du Saint-Siège d'indigéniser le clergé, ce qui était depuis longtemps le cas, mais surtout l'épiscopat.

### Évêque

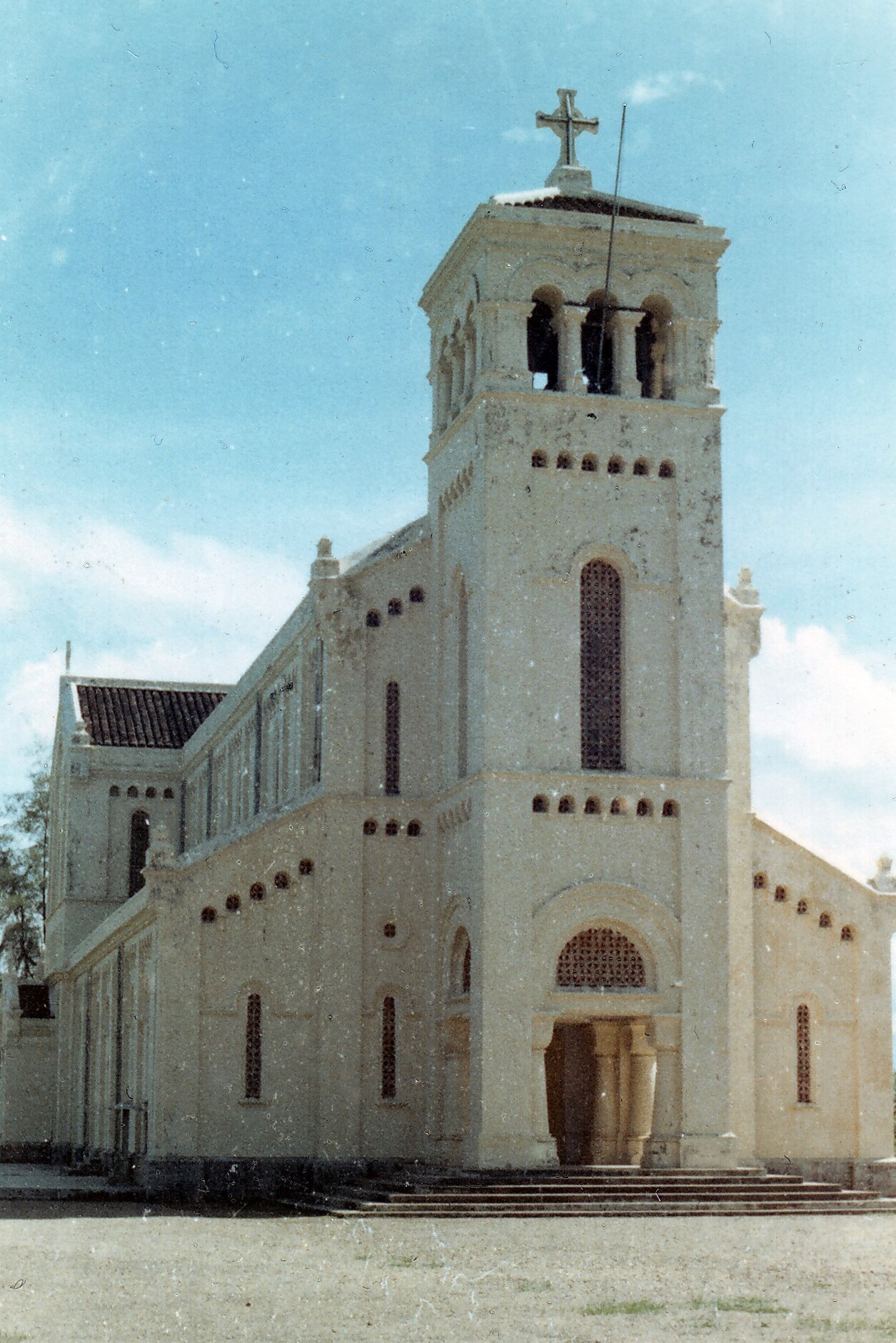
Vue de la nouvelle église Notre-Dame de La Vang, construite en 1928

Il prend la direction de la mission à la mort brutale de Mgr Chabanon en 1936, et il est nommé le 4 février 1937 évêque in partibus de Teuchira (de) et vicaire apostolique de Hué. Il est consacré le 27 mai de la même année par Ange-Marie Gouin avec comme co-consécrateurs Augustin-Marie Tardieu et Dominique Marie Hồ Ngọc Cẩn (it). Dès lors, il dirige le vicariat avec fermeté et vigilance, préside aux examens des grands séminaristes et aux pèlerinages de Notre-Dame de La Vang, visite ses paroisses avec le decorum de l'époque, même les plus éloignées, au bout de jours de voyages pénibles, surtout pour les confirmations. Il célèbre tous les ans une messe pour la France, le 14 juillet, en présence des autorités françaises et annamites et fait déposer des fleurs au monuments aux morts de la guerre de 1914-1918.
Il s'attache également à faire solennellement célébrer les bienheureux François Jaccard et Thomas Thien, martyrs de Cochinchine, pendant toute une année du 21 septembre 1938 au 21 septembre 1939, pour leur centenaire. Il aide à la fondation du monastère bénédictin de Thiên-An (à côté de Hué), dirigé par Dom Romain et veille à la formation spirituelle et intellectuelle des communautés religieuses du vicariat. Mgr Lemasle fait également ouvrir des écoles et fonde l'association Sainte-Marie pour les financer et favorise l'Action catholique, comme tous les épiscopats de cette époque. En juin 1941, il ordonne à la  pro-cathédrale de Phu Cam un arrière-petit-fils de l'empereur Minh Mạng (avec une dizaine d'autres) qui avait en son temps lancé une persécution contre les chrétiens, et parmi eux saint Paul Bừong, dont le nouveau prêtre descendait également par sa mère... 
Le 9 mars 1945, les Japonais, qui depuis le début de l'occupation ne maintenaient que quelques troupes et laissaient le gouverneur français administrer à sa guise, entrent véritablement en guerre. Mgr Lemasle est alors en visite pastorale à Binh-Tôn (province de Quang-Binh). Il est à Tam-Toâ, lorsqu'il apprend la nouvelle, et part précipitamment le lendemain après la messe en barque. Les Japonais arrêtent en effet tous les Européens et sont à sa recherche. Il parvient à se cacher pendant deux jours et regagne le petit séminaire d'An-Ninh; il est finalement ramené en barque à Hué, où il est mis en résidence forcée.
Tous les Français sont expulsés de leurs maisons et regroupés dans le quartier de la rive droite de la rivière des Parfums et mis sous surveillance à l'évêché (où se trouvent une vingtaine de missionnaires), à la procure, au collège de la Providence et à l'institut Sainte-Jeanne-d'Arc. Mgr Piquet, vicaire apostolique de Quinhon, est mis en résidence forcée à l'évêché de Hué avec dix de ses missionnaires, le 24 novembre 1945. Pendant les premiers mois de réclusion, Mgr Lemasle peut obtenir un laissez-passer des Japonais pour visiter ses prêtres et ses séminaristes regroupés dans d'autres maisons, mais lorsque le Vietminh communiste prend le pouvoir en septembre, la situation change et il est interdit aux Européens d'entrer en contact avec les Vietnamiens. Mgr Lemasle ne peut plus sortir, totalement empêché d'exercer son ministère, tandis que la persécution à l'égard des chrétiens vietnamiens commence. Il tombe malade en juin 1946, après l'entrée en guerre des Français qui chassent les Vietminhs. Il est atteint d'une leucémie et meurt le 26 septembre 1946 à la clinique Saint-Paul de Saïgon.
Il est enterré au cimetière d'Adran à Saïgon, après une messe de funérailles à la cathédrale Notre-Dame de Saïgon. Il faut attendre dix-sept mois pour lui trouver un successeur en la personne du Basque Jean-Baptiste Urrutia.

## Succession apostolique
François Lemasle a ordonné les évêques suivants :
- Évêque Henri Thomine, M.E.P. (1944)